# Stentor (protiste)
Pour les articles homonymes, voir Stentor (homonymie).
Genre
Stentor est un genre de ciliés de la famille des Stentoridae. Son nom lui a été donné en référence au héros grec Stentor, et à sa forme rappelant celle d'une trompette. Ce protozoaire cilié en forme de trompe, vit surtout dans les eaux douces (sur les biofilms se formant sur les racines de plante flottantes par exemple), et sa longueur peut aisément atteindre 3 à 5 mm (celui le fait considérer comme le « géant » du groupe des infusoires auquel il est rattaché).

## Liste d'espèces
Selon le World Register of Marine Species (7 déc. 2010) :
- Stentor acrobaticus Silén, 1947
- Stentor auricula Kent, 1881
- Stentor auriculatus Kahl, 1932
- Stentor coeruleus Ehrenberg, 1830
- Stentor introversus Tartar, 1958
- Stentor muelleri (Bory St. Vincent, 1824) Ehrenberg, 1838
- Stentor multiformis O.F. Müller, 1786
- Stentor niger (O.F. Müller, 1773) Ehrenberg, 1831
- Stentor polymorphus (O.F. Müller, 1773) Ehrenberg, 1830
- Stentor roeseli Ehrenberg, 1835